# 미즈노 소노야
미즈노 소노야(영어: Sonoya Mizuno, 일본어: ソノヤ・ミズノ 소노야 미즈노[*], 1988년 7월 1일 ~ )는 일본에서 태어난 영국의 배우, 모델, 발레리나이다.

## 생애
일본 도쿄도에서 태어나, 잉글랜드 서머싯주에서 성장했다. 영국 왕립 발레 학교를 졸업했다. 발레리나로서 좌절을 겪은 후, 20살 때부터 모델로서 활동한다.

## 출연 작품

### 영화
- 엑스 마키나 (2015)
- 라 라 랜드 (2016) - 케이틀린 역
- 크레이지 리치 아시안 (2018) - 아라민타 리 역
- 서던 리치: 소멸의 땅 (2018)
- 더 도메스틱 (2018)
- 올 어바웃 니나 (2018)
- 시빌 워: 분열의 시대 (2024) - 앤야 역

### 텔레비전
- 매니악 (2018) - 후지타 아즈미 박사 역
- 데브스 (2020) - 릴리 챈 역
- 하우스 오브 드래곤 (2022) - 미사리아 역

### 뮤직비디오
- 케미컬 브라더스 - Wide Open (feat. 벡)